# École normale supérieure (Paryż)

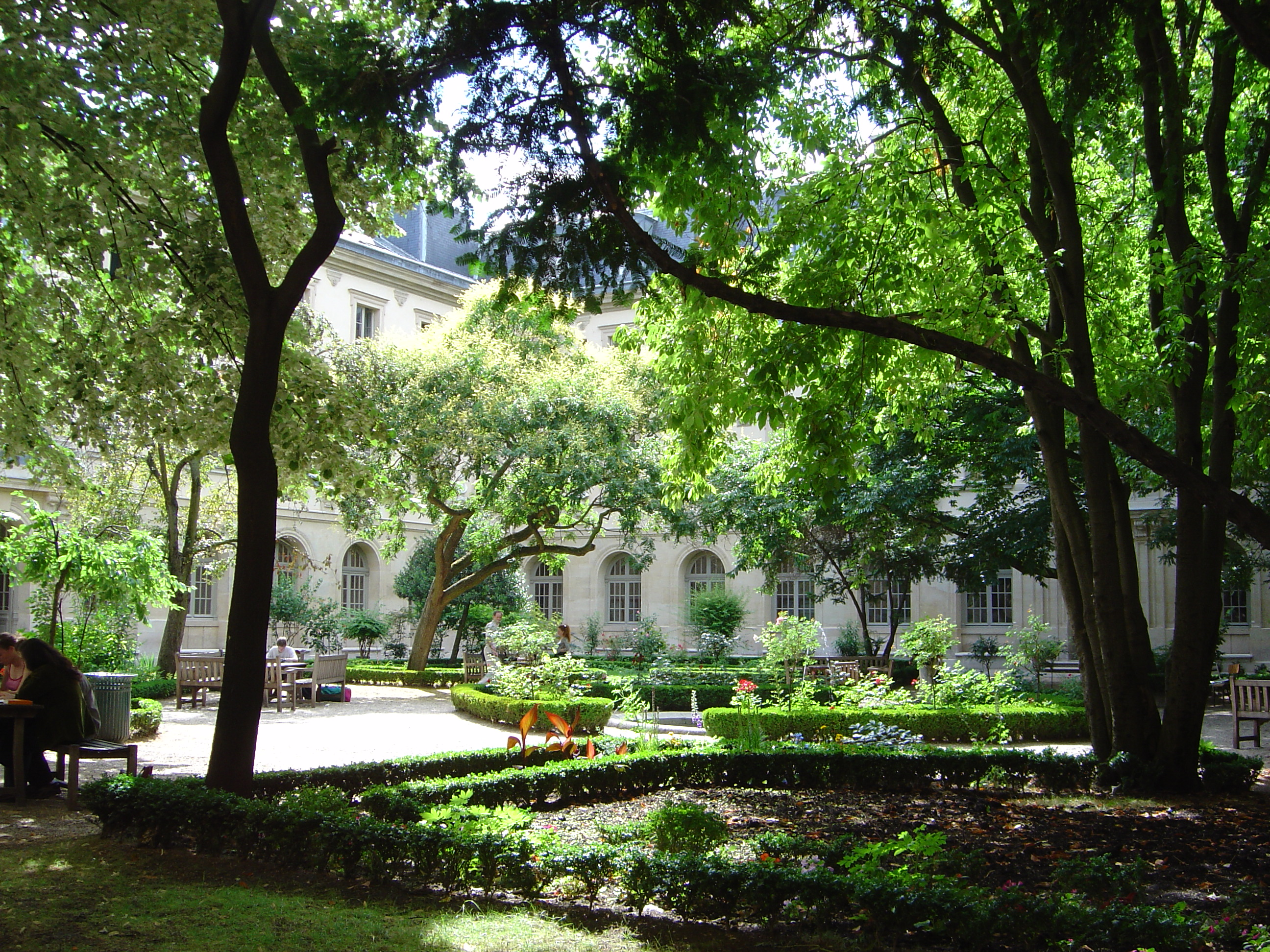
Dziedziniec École normale supérieure w Paryżu

École normale supérieure de Paris, nazywana także ENS Ulm, ENS de Paris, Normale Sup lub Ulm – francuska grande école mieszcząca się w Paryżu przy ul. Ulm, podległa Ministerstwu Edukacji. Jest jedną z trzech obecnie istniejących Écoles normales supérieures we Francji.